# 74818 Iten
74818 Iten este un asteroid din centura principală de asteroizi.

## Descriere
74818 Iten este un asteroid din centura principală de asteroizi. A fost descoperit pe 7 octombrie 1999 la Gnosca de Stefano Sposetti. Asteroidul prezintă o orbită caracterizată de o semiaxă mare de 2,38 ua, o excentricitate de 0,14 și o înclinație de 8,8° în raport cu ecliptica.